# Бастия (округ)
Бастия (фр. Bastia) — округ (фр. Arrondissement) во Франции, один из округов в регионе Корсика. Департамент округа — Верхняя Корсика. Супрефектура — Бастия.
Население округа на 2006 год составляло 105 917 человек. Плотность населения составляет 77 чел./км². Площадь округа составляет всего 1382 км².